# Cariola Hechavarría
Cariola Hechavarría García (Santiago di Cuba, 7 maggio 1976) è un'ex cestista cubana.

## Carriera
Con Cuba ha disputato due edizioni dei Giochi olimpici (Atlanta 1996, Sydney 2000), i Campionati mondiali del 2002 e quattro edizioni dei Campionati americani (2001, 2003, 2005, 2009).